# Василина Наталія Володимирівна
Наталія Володимирівна Василина  (9 вересня 1970 - 4 липня 2025) - українська правниця, кандидат юридичних наук, доцент кафедри цивільного процесу Навчально-наукового інституту права КНУ імені Шевченка, Заслужений юрист України, Президент Нотаріальної Палати України (2014—2016).
Радник Міністра юстиції України та директор Департаменту нотаріату та реєстрації адвокатських об'єднань (1995—2004), заступник голови Вищої кваліфікаційної комісії нотаріату при Міністерстві юстиції України та заступник голови Комісії з розгляду питань щодо анулювання свідоцтв про право на зайняття нотаріальною діяльністю (1997—2004), член Науково-консультативної ради з питань розвитку нотаріату (1997—2004), член Вищої кваліфікаційної комісії адвокатури при Кабінеті міністрів України (1997—2004), Голова робочої групи для підготовки законодавства України з питань нотаріату (з 2014 року).

## Життєпис

### Навчання

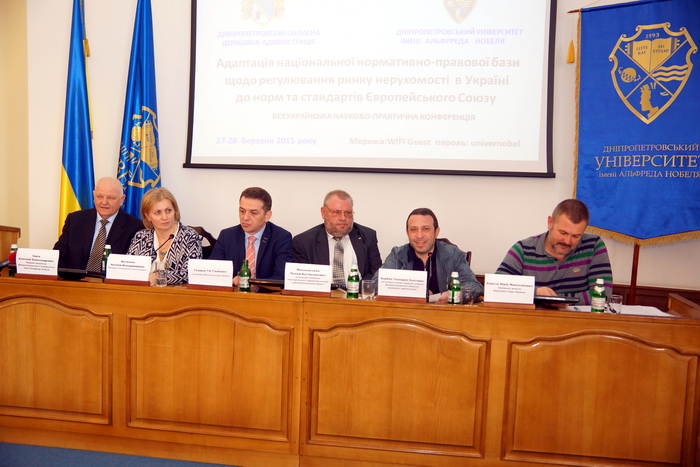
На конференції в Університеті Нобеля «Імплементація європейських норм та стандартів»

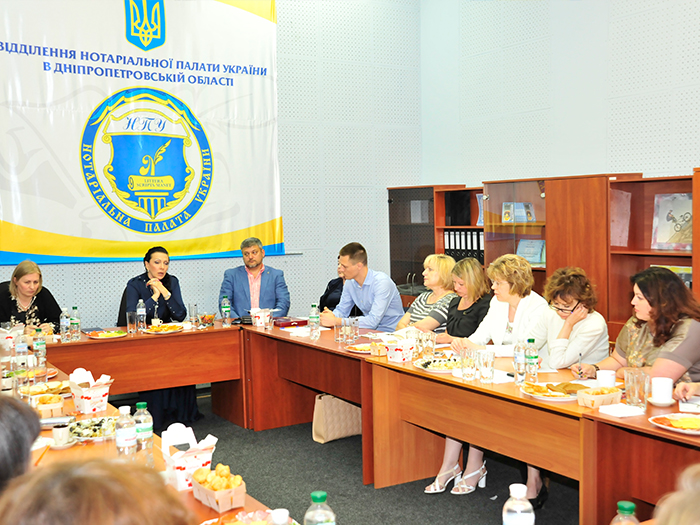
На Міжрегіональному дискусійному клубі на тему: «Нотаріус — гарант законності правочинів з нерухомістю»

З 1987 до 1992 року навчалася на юридичному факультеті Київського державного університету ім. Шевченка за спеціальністю правознавство.

### Державна служба
Працювала в Міністерстві юстиції України з січня 1995 року по липень 2004 року на посадах заступника начальника управління, начальника управління, директора Департаменту нотаріату та реєстрації адвокатських об'єднань, з січня по листопад 2006 року на посаді Радника Міністра юстиції України, директора Департаменту нотаріату та реєстрації адвокатських об'єднань.
Обіймала посади заступника голови Вищої кваліфікаційної комісії нотаріату при Міністерстві юстиції України та заступника голови Комісії з розгляду питань щодо анулювання свідоцтв про право на зайняття нотаріальною діяльністю, члена Науково-консультативної ради з питань розвитку нотаріату, члена Вищої кваліфікаційної комісії адвокатури при Кабінеті Міністрів України.
За час перебування на посаді розпочато реформаторські кроки, завдяки яким, зокрема, створено єдиний прозорий механізм допуску до професії на конкурсній основі, нормативно закріплені нотаріальні округи та визначено кількість нотаріусів, працюючих у них залежно від кількості населення та навантаження на одного нотаріуса; розширено перелік нотаріальних дій, які мають право вчиняти приватні нотаріуси; приватні нотаріуси отримали право на проставлення гербових печаток на оформлюваних ними документах, зокрема для їх подальшого використання за межами України; запроваджено єдині державні реєстри нотаріусів, спеціальні бланки нотаріальних документів, довіреностей, заборон відчуження нерухомого майна, обтяжень рухомого майна, заповітів тощо. 
Має третій ранг державної служби. У 2004 році зареєстровано приватна нотаріальна діяльність по Київському міському нотаріальному округу, яка припинялася на час перебування на державній службі. На сьогодні є нотаріусом по Київському міському нотаріальному округу.

### Президент Нотаріальної Палати України
10 січня 2014 року З'їздом нотаріусів України була обрана Президентом Нотаріальної Палати України. За час перебування на посаді Василина Н. В. здійснено активізацію міжнародного співробітництва в умовах глобалізації ринків, а також врегульовано питання транскордонного переміщення осіб. Для ефективного здійснення нотаріальної діяльності була посилена співпраця з міжнародними об'єднаннями, перш за все з Міжнародним союзом латинського нотаріату (МСЛН), членом якого є Україна.
18 березня 2014 року на зустрічі Міністра юстиції України Павла Петренка з нотаріальним співтовариством з ініціативи Міністерства юстиції України та Нотаріальної палати України була створена робоча група для підготовки змін до законодавства про нотаріат. Робочою групою під керівництвом Василини напрацьовані пропозиції щодо організації нотаріальної діяльності, правил ведення нотаріального діловодства, виконання функцій державного реєстратора прав на нерухоме майно, вдосконалення роботи нотаріусів з Єдиними та Державними реєстрами, розвитку самоврядування нотаріусів, співпраці Нотаріальної палати України з Міністерством юстиції України та іншими органами державної влади.
9 квітня 2014 року представники Департаменту нотаріату та банкрутства Міністерства юстиції України разом з представниками Національного банку України та Нотаріальною Палатою України розглядали положення постанови Правління Національного банку України «Про встановлення граничної суми готівки» від 6 червня 2013 року. За результатами дискусії на цій зустрічі прийнято рішення про внесення змін до зазначеної Постанови НБУ, що регламентує можливість використання депозиту нотаріуса для розрахунків за договорами купівлі-продажу, що суперечить нормам Закону України «Про нотаріат» та Цивільного кодексу України. 
Кроком до розвитку міжнародного співробітництва стало обрання 4 представників нотаріальної спільноти України до складу комісій МСЛН в 2014—2016 роках, де до Комісії з європейських справ Міжнародного Союзу Нотаріату увійшла Василина Н. В. Активна участь України в роботі МСЛН і його Комісій сприятиме швидшій адаптації українського нотаріату до світових трансформаційних процесів і поліпшення його міжнародного іміджу.

## Наукові досягнення
Фахівець у галузях цивільного, сімейного та цивільного процесуального права України. Викладає на кафедрі правосуддя в Київському національному університеті імені Тарса Шевченка з 2008 року. Викладає такі спецкурси як «Методика складання процесуальних документів в цивільному процесі України», «Цивільний процес України», «Актуальні проблеми цивільного процесу України». 
Кандидат юридичних наук, доцент кафедри правосуддя КНУ ім. (з 2014). У 2012 році захистила кандидатську дисертацію на тему: «Охорона та захист права власності нотаріусом» в КНУ. Автор загалом понад 40 публікацій у наукових та фахових виданнях. Є співавтором чотиритомного видання «Довідник нотаріуса».

## Нагороди та відзнаки
- Заслужений юрист України,
- Нагрудний знак «Золотий параграф» Української нотаріальної палати,
- Нагрудний знак «За заслуги» від Міністерства юстиції України,
- Призер IV конкурсу на найкраще юридичне видання 2000/2001 років у номінації «Науково-популярні, науково-практичні і довідникові видання в галузі права,
- Автор найкращої публікації у номінації «За системність аналізу складної проблематики» (2003),
- Диплом правової газети «Юридичний вісник України».